# Ford F-150 Lightning
Ford F-150 Lightning – elektryczny samochód osobowy typu pickup klasy wyższej produkowany pod amerykańską marką Ford od 2022 roku.

## Historia i opis modelu

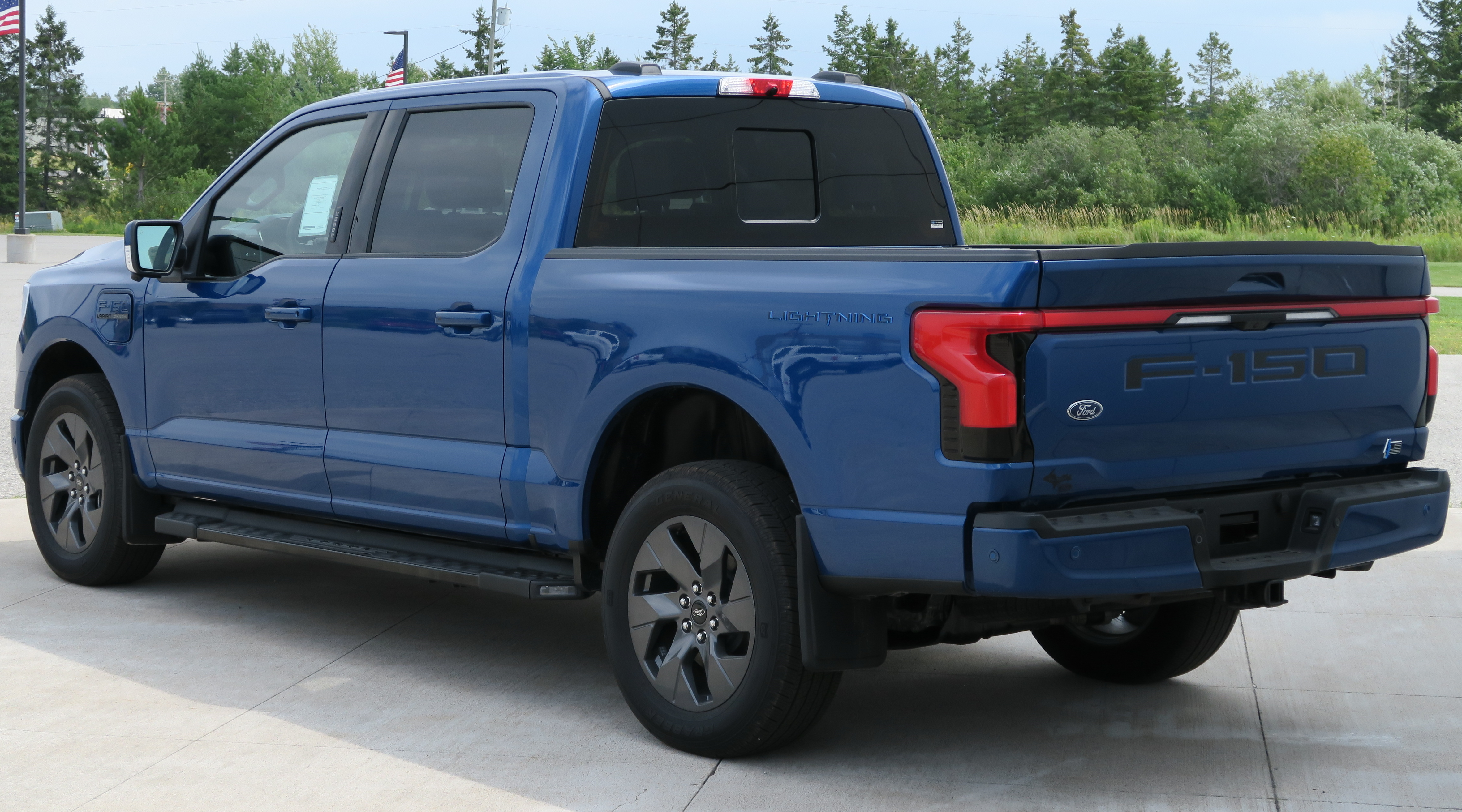
Ford F-150 Lightning - tył

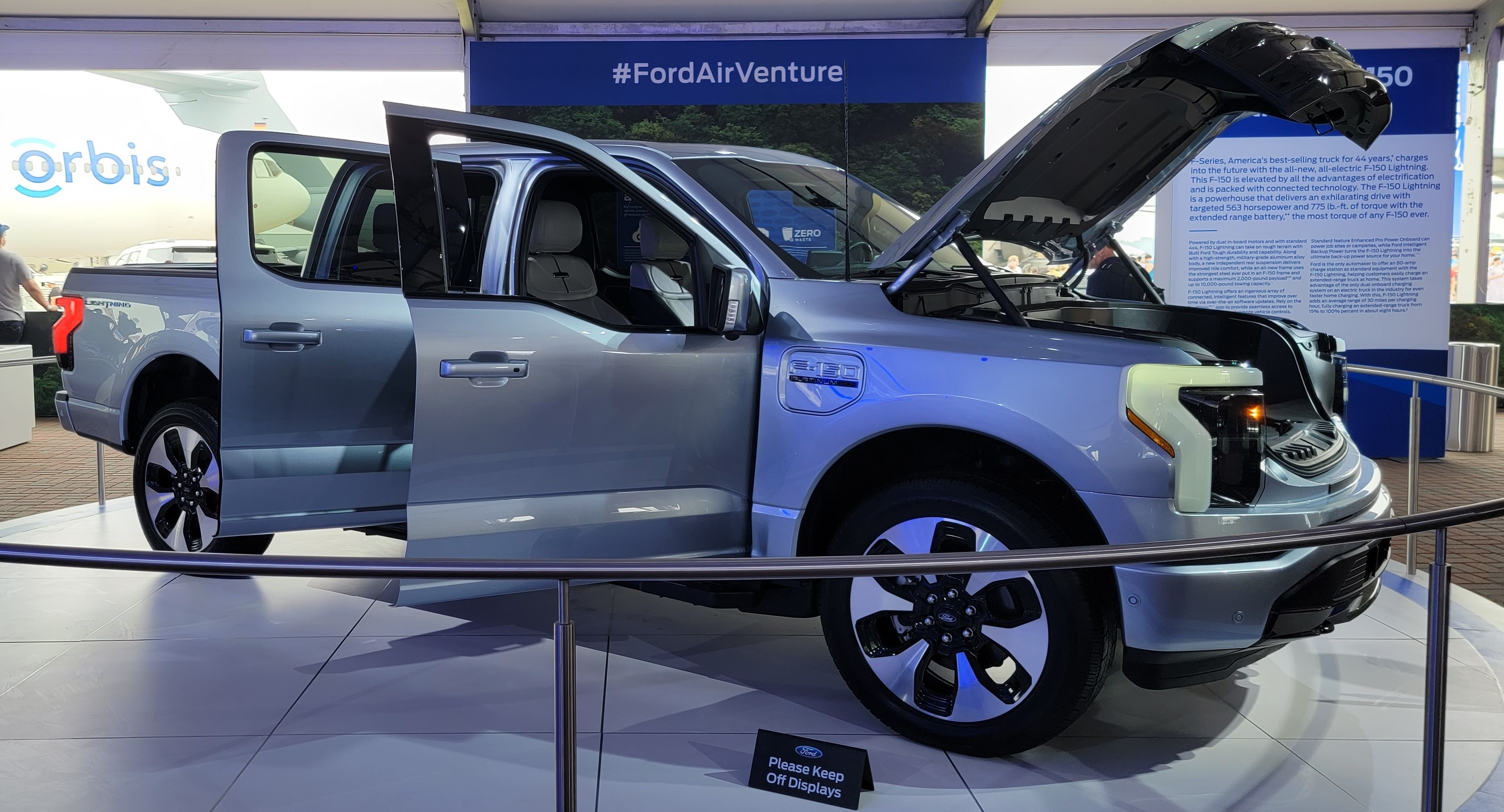
Ford F-150 Lightning - frunk

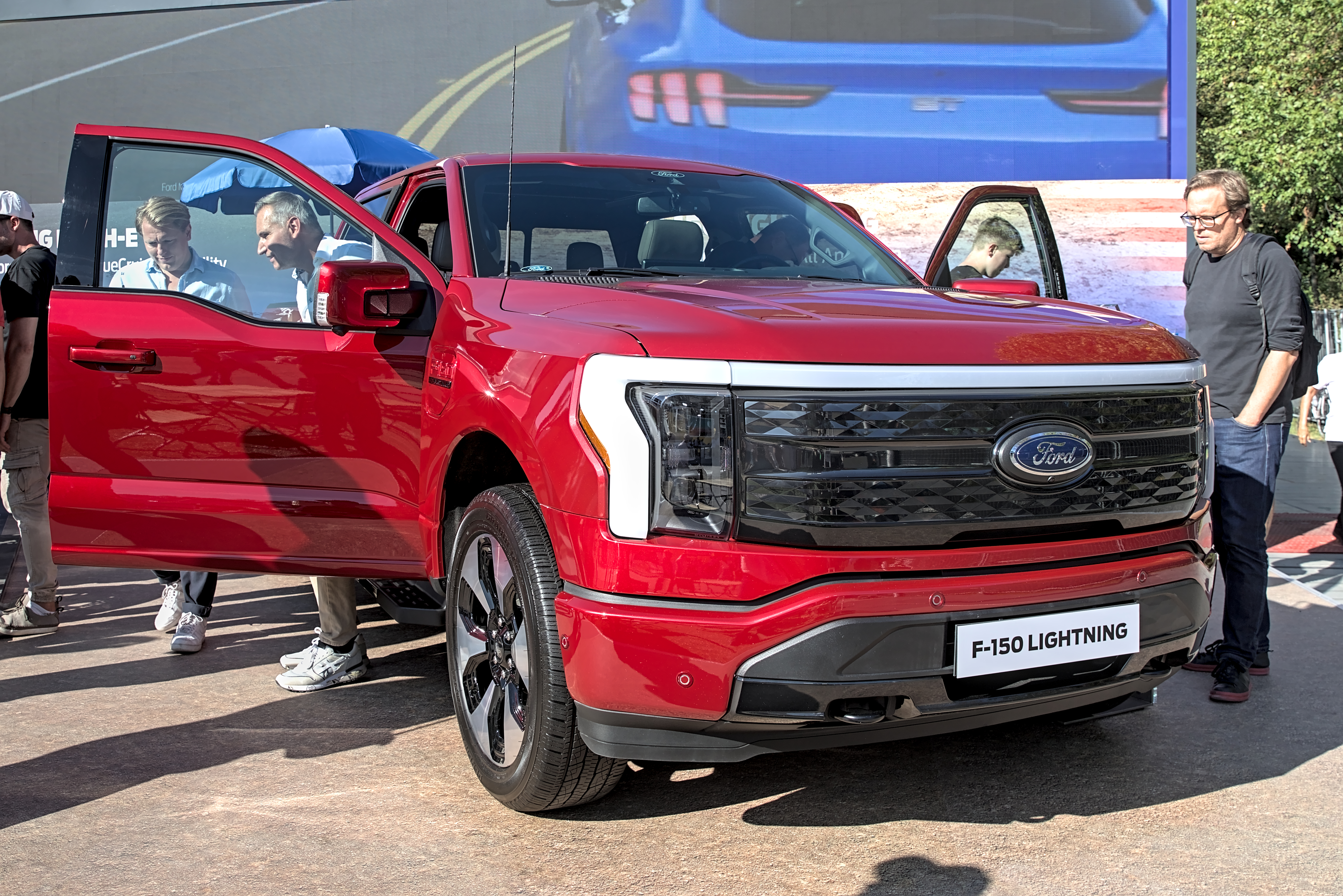
europejski Ford F-150 Lightning

### Projekt i rozwój
Po raz pierwszy plany wprowadzenia do sprzedaży pełnowymiarowego pickupa z napędem elektrycznym Ford ogłosił w styczniu 2019 roku podczas Detroit Auto Show, planując oprzeć taki model na bazie tradycyjnie spalinowego F-150. W lipcu tego samego roku producent rozpoczął pierwsze testy elektrycznego układu napędowego w postaci tzw. przedprodukcyjnych mułów z nadwoziem trzynastej generacji modelu F-150. W połowie września 2020 roku Ford przedstawił pierwszą zapowiedź elektrycznego F-150, przedstawiając wygląd pasa przedniego z charakterystycznym świetlistym pasem. Przy okazji prezentacji pierwszego teasera elektrycznego F-150, Ford zapowiedział, że światowa premiera pojazdu odbędzie się w połowie 2022 roku.

### F-150 Lightning
Wbrew wcześniejszym zapowiedziom sugerującym nazwę Ford F-150 Electric, samochód otrzymał ostatecznie bardziej unikalną nazwę Ford F-150 Lightning osadzoną w kontekście historycznym - stosowano ją już w przeszłości dla sportowych, spalinowych wariantów linii modelowej F-Series. Debiut pojazdu odbył się 14 miesięcy przed pierwotnie wskazanym terminem, w drugiej połowie maja 2021 roku.
F-150 Lightning pod kątem wizualnym został głęboko zmodyfikowany w stosunku do modelu spalinowego. Zgodnie z zapowiedziami z 2020 roku, pas przedni został zdominowany przez umieszczony wszerz diodowy pas świetlny łączący reflektory, razem tworząc trójramienne oświetlenie LED. Atrapę chłodnicy zastąpiła plastikowa zaślepka, z kolei w miejscu gdzie pierwotnie ulokowano komorę silnika znalazł się obszerny przedni bagażnik, tzw. frunk o pojemności 400 litrów. Zmiany wizualne objęły także tylną część nadwozia - lampy upodobniono do reflektorów, dominując je diodami LED połączonymi pasem biegnącym przez całą szerokość nadwozia górną krawędzią klapy. Oznaczenia Lightning umieszczono na tylnych błotnikach, z kolei punkt ładowania znalazł się w przednim, lewym błotniku. Do wyboru dostępne są trzy rozmiary specjalnie dostosowanych do specyfiki pojazdu alufelgi o bardziej aerodynamicznym kształcie: 18, 20 lub 22 cale.

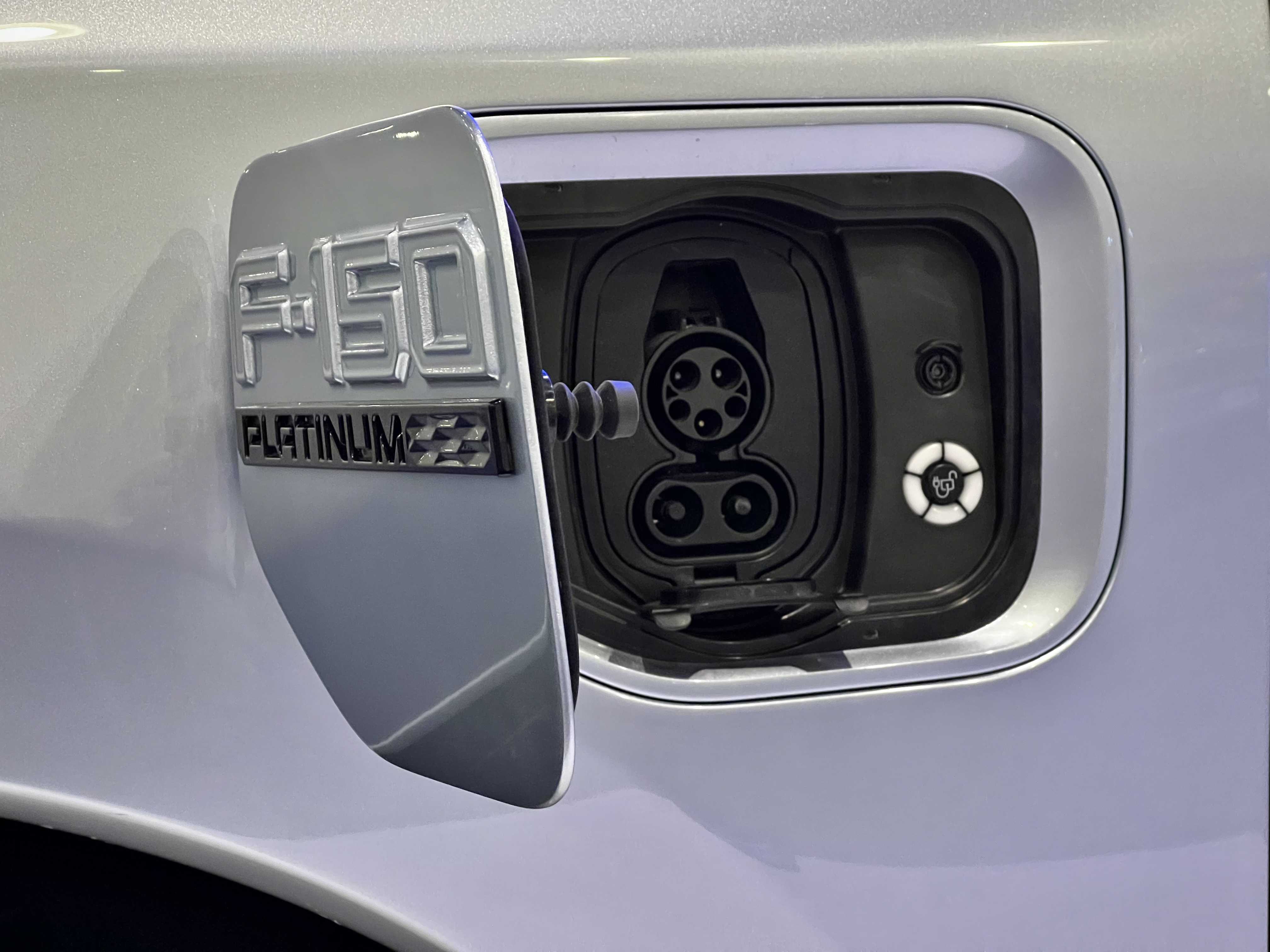
Ford F-150 Lightning - port ładowania

Producent zdecydował się również na obszerne zmiany w desce rozdzielczej. Przeprojektowaną konsolę centralną zdominował rozległy, wertykanly ekran dotykowy systemu multimedialnego o przekątnej 12 cali w wersji podstawowej lub 15 cali w topowych odmianach.

### Sprzedaż
Ford F-150 Lightning został zbudowany z myślą o konkurowaniu z dynamicznie rozwijającym się w USA segmentem elektrycznych, pełnowymiarowych pickupów jak GMC Hummer EV, Rivian R1T czy Tesla Cybertruck. Pojazd pierwotnie miał być oferowany wyłącznie w Ameryce Północnej. Pierwsze dostawy egzemplarzy do klientów rozpoczęły się wiosną 2022, za to w ciągu pierwszych 3 tygodni od debiutu F-150 Lightning Ford zgromadził 100 tysięcy zamówień na elektrycznego pickupa. W kwietniu 2023 Ford ogłosił zmianę dotychczasowej strategii w sprawie dostępności F-150 Lightning, potwierdzając, że samochód wbrew wcześniejszym planom trafi do sprzedaży także w Europie. W pierwszej kolejności przewidziano limitowaną pulę egzemplarzy na rynek norweski.

### Dane techniczne
Układ napędowy Forda F-150 Lightning tworzą dwa silniki elektryczne, które w wariancie podstawowym generują łączną moc 430 KM, za to w topowym - 570 KM. W obu przypadkach samochód oferuje maksymalny moment obrotowy 1050 Nm i przyśpieszenie do 100 km/h w ok. 5 sekund. Podstawowy wariant oferuje maksymalny zasięg na jednym ładowaniu do ok. 370 kilometrów, a mocniejszy - ok. 480 kilometrów.